# DR 99 1301
Die DR 99 1301 war eine schmalspurige Tenderlokomotive der Deutschen Reichsbahn, die 1940 als Einzelstück durch einen Umbau entstanden war. Spenderlokomotive war die Lokomotive U 48.001 der Tschechoslowakischen Staatsbahnen (ČSD), die im November 1938 im Zuge der Besetzung des Sudetenlandes in den Bestand der Deutschen Reichsbahn gekommen war.

## Geschichte
Ursprünglich war die Lokomotive im Jahr 1911 von der Schweizerischen Lokomotiv- und Maschinenfabrik in Winterthur mit der Fabriknummer 2207 an das Kupferbergwerk im serbischen Bor geliefert worden, wo sie die Betriebsnummer 3 erhielt. Gleichartige Lokomotiven beschafften später auch die Serbischen Staatsbahnen. Von den Jugoslawischen Staatsbahnen (JDŽ) wurden sie später als Reihe 82 bezeichnet.
Im Ersten Weltkrieg von der k.u.k. Heeresbahn beschlagnahmt, verblieb die Lokomotive nach dem Krieg auf dem Gebiet der neu gegründeten Tschechoslowakei. Die Tschechoslowakische Armee verkaufte sie 1930 an die ČSD. Beheimatet wurde der Einzelgänger im südböhmischen Jindřichův Hradec (Schmalspurbahnen Jindřichův Hradec–Obrataň und Jindřichův Hradec–Nová Bystřice). Als Reservelokomotive kam das Fahrzeug allerdings nur zum Einsatz, wenn eine der Stammlokomotiven der Reihe U 47.0 wegen eines Schadens ausgefallen war.
Als das Fahrzeug im November 1938 in den Bestand der Deutschen Reichsbahn kam, war sie vermutlich abgestellt. In der Zeit zwischen Mai 1939 und Januar 1940 war die Lokomotive im Reichsbahnausbesserungswerk Linz, wo sie grundlegend umgebaut wurde. Zur Verringerung der hohen Achsfahrmasse von 8,4 Tonnen erhielt sie vorn und hinten je eine Laufachse, die in Bisselgestellen gelagert waren. Neben der Verlängerung des Rahmens war damit auch eine Erhöhung der Gesamtmasse um zwei Tonnen verbunden.
Nach dem Umbau kam sie zunächst auf der Zweigstrecke der Mariazellerbahn (Ober-Grafendorf–Gresten) zum Einsatz. Am 8. März 1943 wurde sie an die Forstverwaltung Lemberg (heute: Lwiw, Ukraine) abgegeben. Ihr weiterer Verbleib ist unbekannt.